# 帕特里克·格爾辛格
帕特里克·保罗·格尔辛格（英語：Patrick Paul Gelsinger，/ˈɡɛlsɪŋɡər/；1961年3月5日—），是一位美国商业主管和工程师，曾任英特尔首席执行官。2024年12月1日，英特尔宣布格尔辛格退休，并辞去董事会职务。
格爾辛格自1970年代後期以來主要在硅谷工作，畢業於史丹佛大學，獲得工程學碩士學位，並在1980年代設計了Intel 80486處理器。在英特爾工作了30年之後，他先後擔任VMware的首席执行官和Dell EMC的總裁兼首席运营官，並於2021年2月重回Intel接任執行長職務。2024年12月1日卸任英特尔首席执行官职务并退出董事会。

## 早年生活和教育
格爾辛格成長於一個農夫的家庭中，由其父母June和Paul Gelsinger在Robesonia郊外，美國賓州的門諾會艾米許教派地區撫養長大。少年時期，因其在Lincoln Tech電子技術測驗中獲得高分，獲得提早入學的獎學金，他在16歲時跳過Conrad Weiser高中的最後一年，離開家鄉前往位於紐澤西州的西奧勒岡的Lincoln Tech學校就讀副學位，以便取得高中畢業所需學分，並同時以技術員和深夜DJ身分在WFMZ-TV 電台與電視台公司工作。
1979年，格爾辛格於18歲時搬到加州矽谷，在Intel任品管技術員。同時期，他於聖塔克拉克大學攻讀電機系，並於1983年以優異成績畢業於該校取得學士學位。並於1985年拿到史丹佛大學的電機與計算機科學碩士。

## 生涯
他大半的生涯都待在Intel的俄勒冈办公室。
1987年，他以共同作者身分出版他的第一本關於80386 CPU的書。
1989年，他是80486CPU的首席架構師。此CPU於1989年問世。
32歲時，他被任命為Intel有史以來最年輕的副總裁。
2001年，在Intel執行長安迪葛洛夫的指導下，格爾辛格成為首席执行官。他帶領公司關鍵技術的開發，包括Wi-Fi、USB、Intel Core(酷睿)和Intel Xeon(至強)處理器，以及14個晶片專案。
2009年9月，他離開工作30年的Intel，並以總裁與首席运营官身分加入Dell EMC。
2012年，他成為VMware的首席执行官。
2021年2月15日，他重回Intel擔任Intel首席执行官。
2021年5月，他接受美國哥倫比亞廣播公司（CBS）《六十分鐘時事雜誌》節目主持人萊思莉·斯塔爾的專訪。格爾辛格表示，Intel計畫在未來5年內追上台積電和三星電子。他宣布投資35億美元升級新墨西哥州的晶片廠。
2024年12月1日，Intel宣布他從公司退休，並指派財務長辛斯納（David Zinsner）及高階主管霍特豪斯（Michelle Johnston Holthaus）作為临时联合首席执行官。

## 外部連接
- 帕特里克·格爾辛格的個人簡介 （页面存档备份，存于）

| 前任： 保羅·馬瑞茲 | VMware執行長 2012年–2021年 | 繼任： 蘭加拉詹·拉古拉姆 |
| 前任： 鮑勃·斯旺   | 英特爾執行長 2021年–2024年 | 繼任： 陈立武            |